# Pișceane, Starobilsk
Pișceane (în ucraineană Піщане) este un sat în comuna Butove din raionul Starobilsk, regiunea Luhansk, Ucraina.

## Demografie
Componența lingvistică a localității Pișceane
     Ucraineană (83,81%)
     Rusă (15,35%)
     Alte limbi (0,63%)
Conform recensământului din 2001, majoritatea populației localității Pișceane era vorbitoare de ucraineană (83,81%), existând în minoritate și vorbitori de rusă (15,35%).